# Artocarpus dadah
Artocarpus dadah es una especie de árbol del género Artocarpus originario de Sumatra.

## Descripción
Artocarpus dadah tiene hojas alternas simples, algo alargadas y curvadas. Las flores son relativamente pequeñas flores en forma de hongos. Después de la floración de  flores masculinas se caen  al suelo debajo del árbol mientras las flores femeninas permanecen en las ramas y se convierten en fruta.

## Propiedades
Los compuestos químicos oxiresveratrol, (+)-catechina, afzelechina-3-O-alfa-L-rhamnopiranósido, (-)-afzelechina, dihidromorina, epiafzelechina-(4beta→8)-epicatechina, dadahol A y dadahol B, resveratrol, estepogenina, moracina M, isogemichalcona B, gemichalcona B, norartocarpetina y engeletina se pueden encontrar en A. dadah.

## Taxonomía
Artocarpus dadah fue descrita por Friedrich Anton Wilhelm Miquel y publicado en Flora van Nederlandsch Indie, Eerste Bijvoegsel 420. 1861.
Etimología
Artocarpus: nombre genérico que deriva de las palabras griegas: arto = "pan" y carpus = "fruto".
dadah: epíteto
Sinonimia
- Antiaris palembanica Miq.
- Artocarpus erythrocarpus Korth. ex Miq.
- Artocarpus inconstantissimus (Miq.) Miq.
- Artocarpus lakoocha var. malayanus King
- Artocarpus mollis Miq.
- Artocarpus peltatus Merr.
- Artocarpus reniformis Becc.
- Artocarpus rufa Miq.
- Artocarpus rufescens Miq.
- Artocarpus tampang Miq.
- Ficus inconstantissima Miq.
- Ficus tampang Miq.
- Saccus dadah Kuntze[3]